# Volta a Cataluña 1926
La Volta a Cataluña 1926 fue la octava edición de la Volta a Cataluña. Se disputó en 6 etapas del 22 al 29 de agosto de 1926. El vencedor final fue el francés Victor Fontan.
58 ciclistas tomaron la salida en esta edición de la Volta a Cataluña de las cuales 25 acabaron la prueba. 

## Etapas
| Etapa | Fecha        | Ciudades de etapa                | km     | Vencedor de la etapa | Líder de la general |
| ----- | ------------ | -------------------------------- | ------ | -------------------- | ------------------- |
| 1º    | 22 de agosto | Barcelona - Amposta              | 185 km | Simon Tequi          | Simon Tequi         |
| 2º    | 23 de agosto | Amposta - Reus                   | 181 km | Victor Fontan        | Miguel Mucio        |
| 3º    | 25 de agosto | Reus - Igualada                  | 200 km | Simon Tequi          | Miguel Mucio        |
| 4º    | 26 de agosto | Igualada - Vich                  | 192 km | Victor Fontan        | Mariano Cañardo     |
| 5º    | 28 de agosto | Vich - San Feliú de Guíxols      | 228 km | Victor Fontan        | Victor Fontan       |
| 6º    | 29 de agosto | San Feliú de Guíxols - Barcelona | 199 km | Secondo Martinetto   | Victor Fontan       |

### 1ª etapa[1]
22-08-1926: Barcelona - Amposta. 185 km
|   | Ciclista           | Tiempo     |
| - | ------------------ | ---------- |
| 1 | Simon Tequi        | 6h 13' 30" |
| 2 | François Robert    | m. t.      |
| 3 | Secondo Martinetto | m. t.      |

|   | Ciclista           | Tiempo     |
| - | ------------------ | ---------- |
| 1 | Simon Tequi        | 6h 13' 30" |
| 2 | François Robert    | m. t.      |
| 3 | Secondo Martinetto | m. t.      |

### 2ª etapa[1]
23-08-1926: Amposta - Reus. 181 km
|   | Ciclista      | Tiempo     |
| - | ------------- | ---------- |
| 1 | Victor Fontan | 6h 40' 00" |
| 2 | Miguel Mucio  | + 1' 26"   |
| 3 | Juan Juan     | + 3' 26"   |

|   | Ciclista           | Tiempo      |
| - | ------------------ | ----------- |
| 1 | Miguel Mucio       | 12h 54' 56" |
| 2 | Mariano Cañardo    | + 1' 59"    |
| 3 | Secondo Martinetto | + 2' 00"    |

### 3ª etapa[2]
25-08-1926: Reus - Igualada. 200 km
|   | Corredor           | Tiempo     |
| - | ------------------ | ---------- |
| 1 | Simon Tequi        | 6h 40' 00" |
| 2 | Secondo Martinetto | m. t.      |
| 3 | Miguel Mucio       | m. t.      |

|   | Ciclista           | Tiempo      |
| - | ------------------ | ----------- |
| 1 | Miguel Mucio       | 19h 56' 30" |
| 2 | Secondo Martinetto | + 2' 56"    |
| 3 | Mariano Cañardo    | + 5' 39"    |

### 4ª etapa[2]
26-08-1926:  Igualada - Vich. 192 km
|   | Ciclista        | Tiempo     |
| - | --------------- | ---------- |
| 1 | Victor Fontan   | 7h 53' 45" |
| 2 | Juan Juan       | + 1' 20"   |
| 3 | Mariano Cañardo | + 1' 20"   |

|   | Ciclista        | Tiempo      |
| - | --------------- | ----------- |
| 1 | Mariano Cañardo | 27h 57' 14" |
| 2 | Juan Juan       | + 21"       |
| 3 | Miguel Mucio    | + 36"       |

### 5ª etapa[3]
28-08-1926: Vich - San Feliú de Guíxols. 228 km
|   | Ciclista        | Tiempo     |
| - | --------------- | ---------- |
| 1 | Victor Fontan   | 7h 53' 45" |
| 2 | Juan Juan       | + 55"      |
| 3 | Mariano Cañardo | + 1' 25"   |

|   | Ciclista        | Tiempo      |
| - | --------------- | ----------- |
| 1 | Victor Fontan   | 36h 55' 33" |
| 2 | Mariano Cañardo | + 36"       |
| 3 | Miguel Mucio    | + 45"       |

### 6ª etapa[4]
29-08-1926: San Feliú de Guíxols - Barcelona. 199 km
|   | Corredor           | Tiempo   |
| - | ------------------ | -------- |
| 1 | Secondo Martinetto | 7h 9' 7" |
| 2 | Victor Fontan      | m. t.    |
| 3 | Miguel Mucio       | + 2' 04" |

|   | Ciclista        | Tiempo     |
| - | --------------- | ---------- |
| 1 | Victor Fontan   | 44h 4' 40" |
| 2 | Miguel Mucio    | + 2' 46"   |
| 3 | Mariano Cañardo | + 9' 49"   |

## Clasificación General
|    | Ciclista           | Tiempo       |
| -- | ------------------ | ------------ |
|    | Victor Fontan      | 44h 4' 40"   |
| 2  | Miguel Mucio       | + 2' 46"     |
| 3  | Mariano Cañardo    | + 9' 49"     |
| 4  | Secondo Martinetto | + 27' 29"    |
| 5  | Juan Juan          | + 40' 54"    |
| 6  | Teodoro Monteys    | + 1h 12' 29" |
| 7  | Arturo Tallada     | + 1h 48' 18" |
| 8  | José Pons          | + 1h 52' 39" |
| 9  | Angelo Gremo       | + 2h 32' 31" |
| 10 | Gabriel Cruz       | + 2h 35' 37" |